# El Papiol
El Papiol est une commune espagnole de la province de Barcelone, en Catalogne, de la comarque de Baix Llobregat.

## Géographie
Commune située dans l'aire métropolitaine de Barcelone.

## Histoire
À Papiol se trouve un château, particulièrement bien conservé, donc le constructeur n'est pas défini, mais il appartient encore et toujours à la famille Bufarull.

## Lieux et monuments

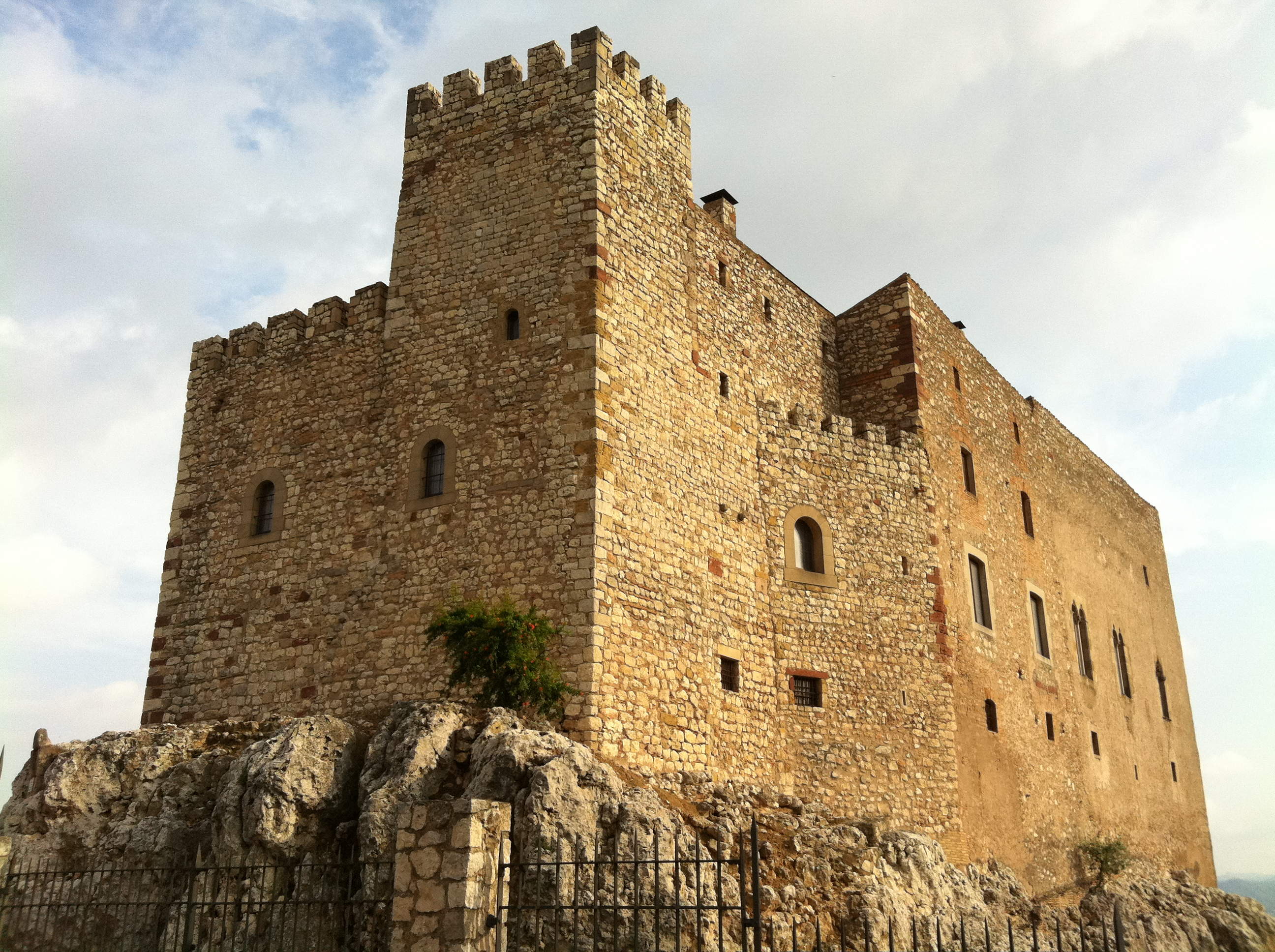
Le château du Papiol.

- Le château du Papiol.